# 公共服務動機
公共服務動機（英語：Public Service Motivation，簡稱PSM）起源於1970年代美國社會對公共服務倫理的理論。是指政府和非政府组织採取的一種屬性，解釋為何個人渴望為公眾服務並將他們的個人行為與整體公共利益聯繫起來。
面對全球化下日益趨向複雜的公共事務，過去認為以成本導向且兼具顧客取向的服務將能更有效率管理政府部門的思維也發生改變。在新公共服務轉而倡議公務員「由心出發」做好公共服務之際，公務員服務民眾的「公共服務動機」（PublicService Motivation, PSM）也越來越重要。

## 相關研究
公共行政領域的早期作者描述了在公共、私人雇員之間差異，以及對激勵公共部門雇員的擔憂。保羅·范·里珀（Paul Van Riper）在他1952年的美国公務員制度史中描述了這個問題，甚至伍德罗·威尔逊在1887年開創公共行政領域的開創性論文《行政的研究》中也表達了對公務員表現的擔憂；马克斯·韦伯對於大部分的工作都集中在官僚主義的議題上。
1990 年 Perry 和 Louis Wise 引入 PSM 結構，PSM 從早期建構公共服務動機的測量量表，到 2021 年的中心論點：「以公共服務動機為管理手段；驅動公共服務行為的動機為首要任務」。不難看出 Perry 對於公共服務動機的關注已經滲透到專業實踐中，在其努力下，從官僚模式到新公共管理，再由新公共管理轉移到新公共服務模式，象徵社會與行為科學界對於個人和群體行為研究的轉變。PSM 成為塑造公共部門運作方式的重要知識資本來源，同時改變了設計公務員制度的知識框架。 Perry等人的貢獻在於，基於對公共服務的循證研究，將 PSM引入公務員的制度設計，推動公務員機構和組織的變革。它提出了一種新的前進方向，培養領導者價值領導、變革型領導、僕人式領導、感性領導等能力，以說故事的方式傳達公共服務價值觀，選擇過程和工作環境如何支持所謂的親社會行為。